# Grafschaft Bregenz

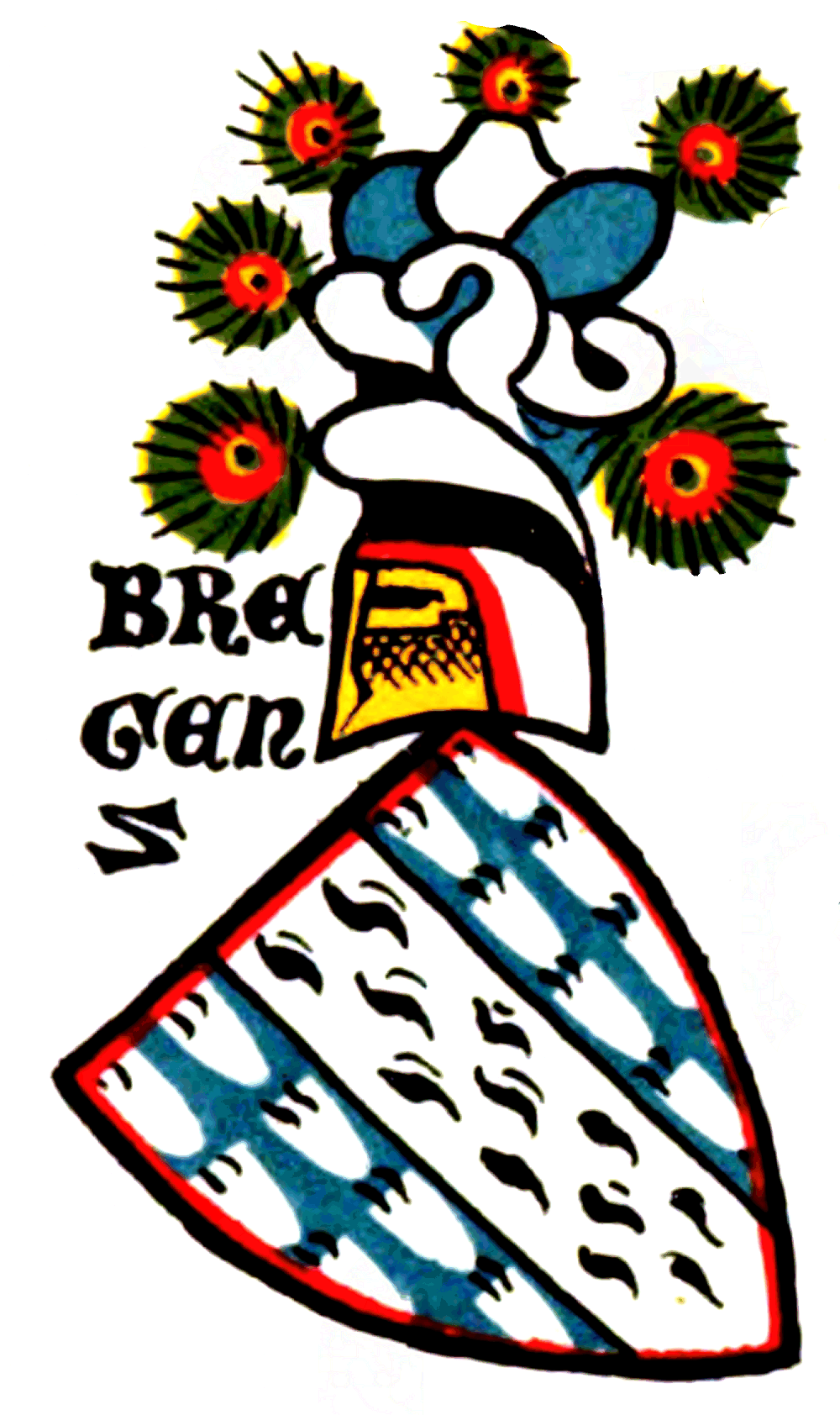
Wappen der Grafen von Bregenz (der „Ulriche“) in der Zürcher Wappenrolle, ca. 1340 (Faksimile von 1860)

Die Grafschaft Bregenz wird (unter diesem Namen) mittelalterlich lediglich von 1043 bis 1160 erwähnt. Sie gehörte zum Besitz der Udalrichinger, die in Bregenz nicht nur ihren Hauptsitz nahmen, sondern auch ihren Namen entsprechend führten; sie werden nach ihrem Ahn und Leitnamen auch Ulriche genannt. Zuvor war bereits in der ersten Hälfte des 10. Jahrhunderts ein Vorfahre der Grafen von Bregenz als Graf in Bregenz aufgetreten. Nach 1160 finden sich die Grafen von Montfort-Bregenz als Nebenlinie des Hauses Montfort, danach ist der Titel Graf von Bregenz Titel der Habsburger, und die Grafschaft Bregenz ist Teil von Vorderösterreich. Dessen Reste werden später, nach der Umstrukturierung des Kaisertum Österreich im Zuge der Beschlüsse des Wiener Kongresses, der Grafschaft Tirol eingliedert, zu dem Vorarlberg einen Landesteil darstellt (1861 als „Land“ eigenständig). Dort besteht die Grafschaft titular (die Reichsgrafschaften waren ja 1806 hinfällig geworden) bis zum Zerfall Österreich-Ungarns 1918.

## Grafen von Bregenz (Ulriche, 1043 bis 1160)
Grafen in bzw. von Bregenz waren:

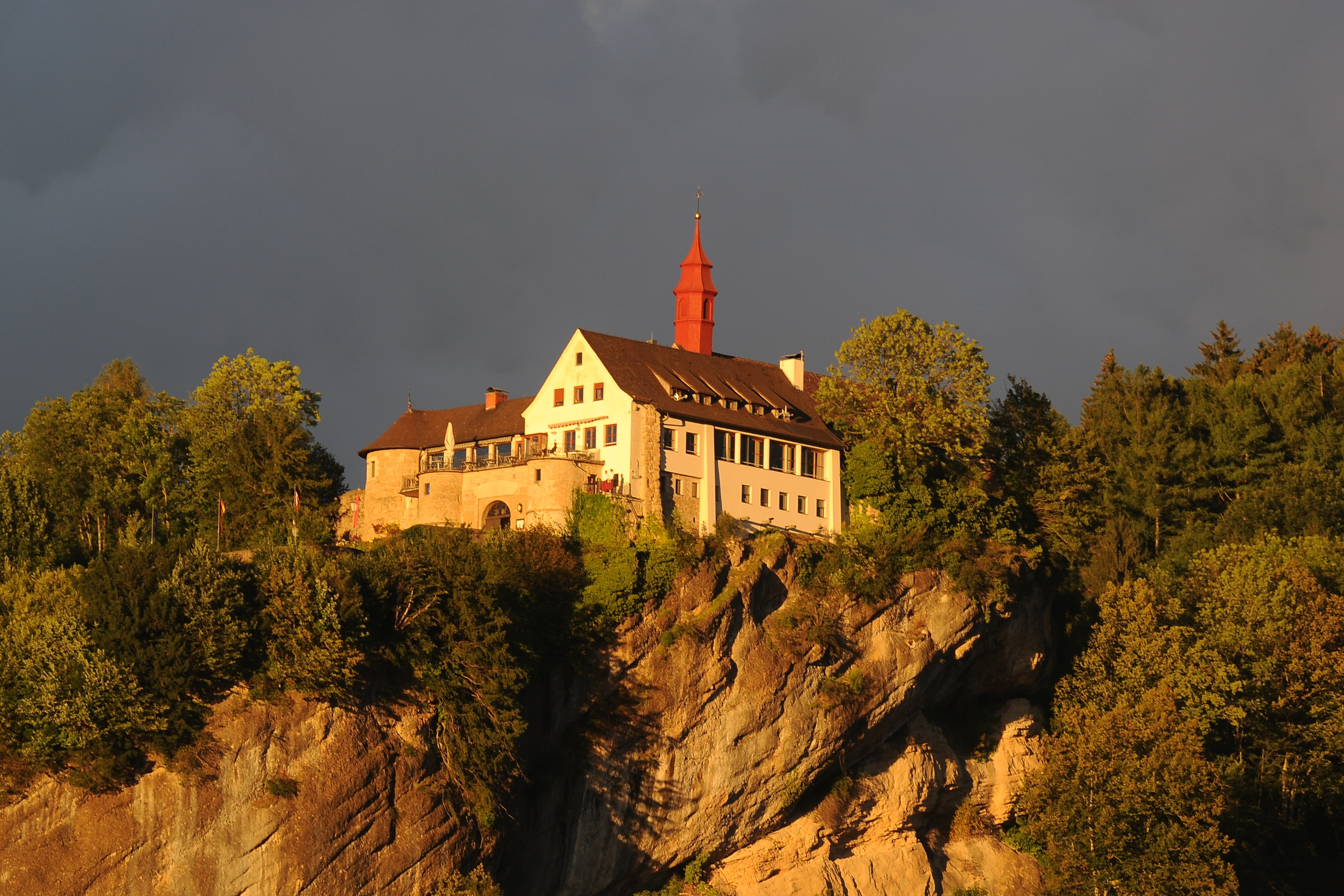
Burg Hohenbregenz

- Ulrich VI., † 950/957, Graf in Bregenz, Graf in Rätien (→ Grafschaft Rätien)
- Ulrich IX., † vor 1079, vermutlich ein Urenkel Ulrichs VI., Graf von Bregenz, Graf im Argengau und Nibelgau
- Ulrich X., † 1097, Graf von Bregenz; ⚭ Bertha Gräfin von Kellmünz, † nach 1128, Tochter des Gegenkönigs Rudolf von Rheinfelden
- Rudolf, † 1160,[1] Graf von Bregenz, Graf in Unterrätien, Graf von Chur; ⚭ I Irmgard von Calw, Tochter des Adalbert II., Graf von Calw; ⚭ II Wulfhild von Bayern, † nach 1160, Tochter von Heinrich dem Schwarzen Herzog von Bayern (Welfen), wurde nach dem Tod ihres Mannes Nonne des Frauenklosters von Wessenbrunn[2]
- Elisabeth von Bregenz (* 1152; † nach 1. April 1216), Tochter von Rudolf und Wulfhild, Gemahlin des Pfalzgrafen Hugo II. von Tübingen

## Grafen von Montfort-Bregenz (1160 bis 1451 bzw. 1543)
Der letzte Graf von Bregenz vererbte seinen Besitz über seine Tochter Elisabeth und deren Gemahl Hugo II. an die Pfalzgrafen von Tübingen; der Enkel Hugo I., Graf von Bregenz und Montfort († 12. März 1230/34), begründete das bedeutende Geschlecht der Grafen von Montfort, das sich in viele Linien aufteilte, bis 1523 über Bregenz und zuletzt bis 1780 über Tettnang herrschte.
Unter montfortischer Herrschaft existierte ab 1170 als Teillinie die Grafen von Montfort-Bregenz, die über das Gebiet der ehemaligen Grafschaft Bregenz herrschten. Die Montforter hatten sich in der Generation davor als Nebenlinie der Pfalzgrafen von Tübingen entwickelt. Montfort-Bregenz erlosch schon 1338 wieder, und in Folge bildete sich aus dem dritten Haus (das erste war Montfort-Feldkirch) der Montforter, den Montfort-Tettnang, ab 1354 die Linie Montfort-Tettnang-Bregenz, die sich 1379 in die ältere und die jüngere Herrschaft teilte. Dieses Haus brachte mit Hugo XII. (VIII. von Bregenz, 1357–1423), Minnesänger und Staatsmann, einen europäisch bedeutenden Vertreter hervor.
Elisabeth von Hochberg (Hachberg), Erbtochter Wilhelms VII. († 1422), verkaufte 1451 die ältere Herrschaft, einen Teil des Gebiets, an die Habsburger.
Die jüngere Herrschaft nannte sich ab 1514 Tettnang-Bregenz-Bregenz, da sich mit den Tettnang-Bregenz-Pfannberg/Beckach eine steirische Linie mit den Besitzungen, die der Minnesänger Hugo in Diensten Leopolds IV. erworben hatte, ergab. 1523 verkauften die Bregenzer Montforter, die allesamt in der Fremde dienten, auch den anderen Teil der Bregenzer Grafschaft.
Das Bregenzer Haus trat aber in der steirischen Linie 1574 auch das Erbe der Tettnanger an und erlosch erst 1780, mit dem letzten derer von Montfort.

## Habsburger (ab 1451 bzw. 1523)
Herzog Siegmund, Regent zu Tirol, kaufte am 12. Juli 1451 von Elisabeth die halbe Stadt und Herrschaft Bregenz, die Gerichte Hofsteig, Lingenau und Alberschwende, und die Bewohner dieser Hälfte galten von nun an als persönlich frei. Die andere Hälfte kaufte Ferdinand I. am 5. September 1523 von Hugo.
Als verfassungsmäßige Reichsgrafschaft bestand die Grafschaft Bregenz bis zur Auflösung des Alten Reiches 1806. Dennoch trugen die Habsburger den Titel Graf von Bregenz bis 1918, und als solcher findet er sich auch im Großen Titel des Kaisers von Österreich, ebenso wie das blau-silberne Wappen im Wappen der Habsburger, des Kaisertums Österreich und der österreichischen Länder Österreich-Ungarns.

## Wappen

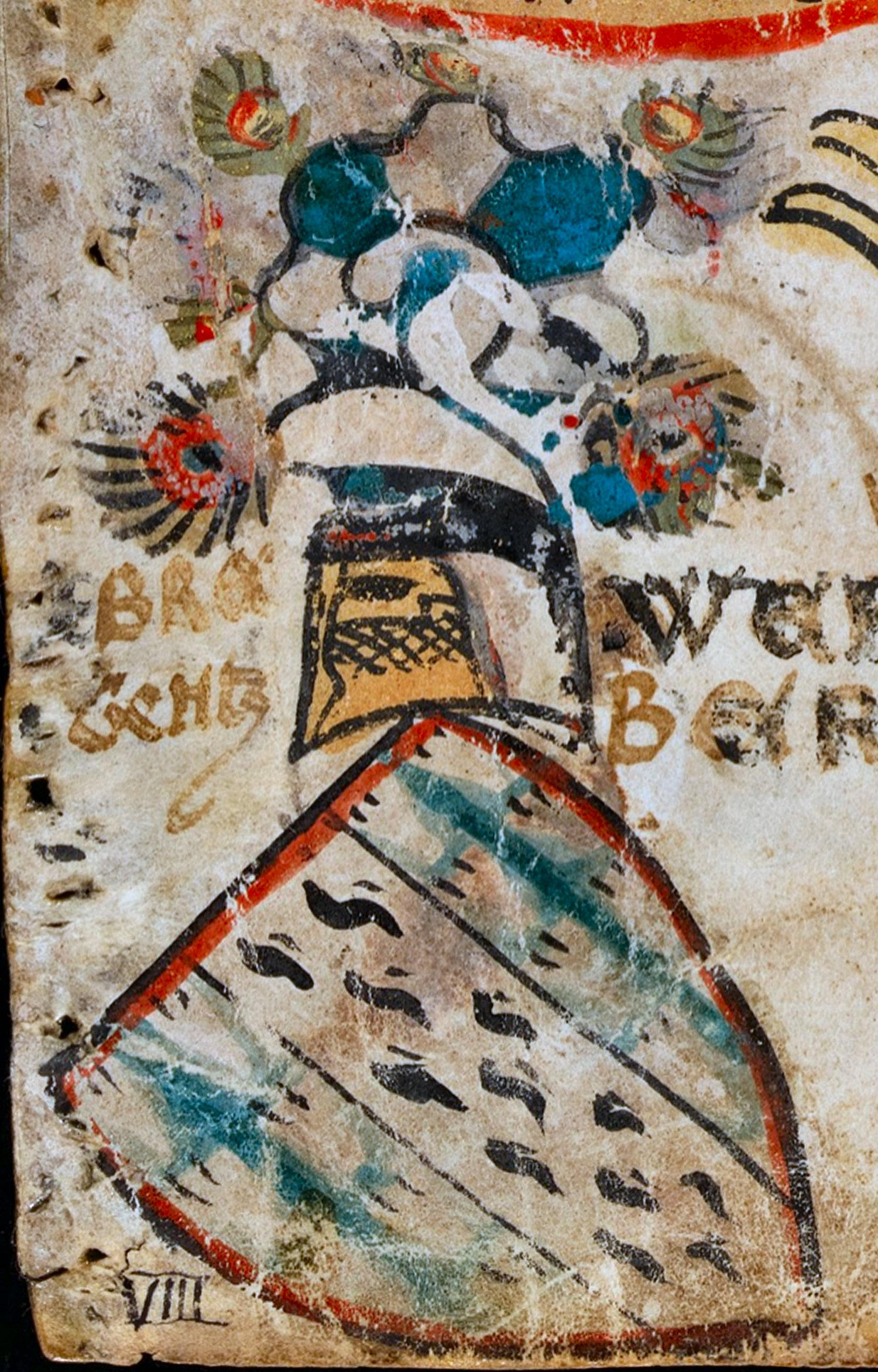
Wappen der Grafen von Bregenz in der Zürcher Wappenrolle, ca. 1340

Bei diesem Wappen handelt es sich um ein Pelzwappen, wie es in Frankreich oder England häufig anzutreffen ist. Es wird dabei die gesamte Schildfläche des Wappens mit Pelz überzogen. Es blasoniert sich:
- Die beiden Außenfelder sind Hermelin in vier Pfählen (heute Stahlblau)
- der Mittelbalken ist Silbern mit drei schwarzen Feldrüben (von diesem Streifen stammen die Farben der Stadt Bregenz – Schwarz und Weiß, die Rüben sind heute aber als Hermelinschwänzchen blasoniert).

Durch die Darstellung in der Zürcher Wappenrolle ist belegt, dass es sich bei diesem Wappen um das der alten Grafen von Bregenz handelt. Es wurde der Stadt Bregenz 1529 vom neuen Landesherrn König Ferdinand, dem späteren Kaiser Ferdinand I., als Stadtwappen verliehen.